# Osmundo de Salisbury
Santo Osmundo de Salisbury (? - 3/4 de dezembro de 1099), nobre e clérigo normando, foi chanceler da Inglaterra e bispo católico romano de Salisbury.

## Biografia
Normando de nascimento, Osmundo era filho de Henry, conde de Séez, e Isabela, meia-irmã de Guilherme, o Conquistador. Serviu seu tio como chanceler e acompanhou os normandos até a Inglaterra, onde foi capelão de Guilherme. Nomeado chanceler da Inglaterra, entre c. 1072 a 1078, e neste ofício ele escreveu cartas e outorgas reais, além de obter experiência útil de administração. Também foi feito conde de Dorset. Eleito bispo de Salisbury em 1078, sucedendo Herman, no pontificado do Papa Gregório VII, foi consagrado pelo arcebispo Lanfranco de Cantuária, por volta de 3 de junho. Esta sé foi formada unindo as de Sherborne e Ramsbury e criando o novo centro em Old Sarum, Wiltshire, onde concluiu e consagrou a catedral no mesmo recinto do castelo real, em 1092. Osmundo organizou um capítulo da catedral de cânones seculares semelhantes aos capítulos normandos, sendo copiado por outras catedrais inglesas. Suas reformas litúrgicas se tornaram a base para a liturgia posterior do "Rito Sarum", uma variante local do rito romano que se tornou muito difundido na Inglaterra medieval.
É provável que Osmundo tenha sido em parte responsável pela educação de Henrique, o qual esteve constantemente na companhia do bispo por volta de 1080 a 1086. Osmundo participou da preparação do Domesday Book e esteve presente no conselho de Sarum, quando os resultados do inquérito Domesday foram apresentados a Guilherme em abril de 1086. Na disputa sobre investidura entre o Rei Guilherme II e Anselmo de Cantuária, Osmundo inicialmente ficou do lado do rei. Participou da convocação de William de St Calais, bispo de Durham, ao rei (1088) e alguns anos depois esteve presente no conselho de Rockingham (1095), do lado do rei. Para isso, no entanto, ele pediu e obteve a absolvição de Anselmo, que mais tarde o consultou em 1097.
Osmundo amava livros, gostava de copiá-los e encaderná-los com suas próprias mãos. Outras qualidades, de acordo com William de Malmesbury, eram pureza e aprendizado, rigor consigo mesmo e com os outros, e uma louvável falta de avareza e ambição. William também era grato pela aprovação de Osmundo ao culto de Aldhelm, o abade anglo-saxão de Malmesbury e bispo de Sherborne, cuja tradução foi realizada por Osmundo em 1078. Este evento marcou o fim do período em que, como outros santos anglo-saxões, Aldhelm estava sob ataque dos normandos e de Lanfranco, que questionaram sua santidade. Osmundo foi até mesmo creditado com uma Vida de Aldhelm, que, no entanto, não sobreviveu.
O bispo Osmundo faleceu na Inglaterra em 1099 e foi enterrado em sua catedral em Old Sarum. Em 1226 seu corpo e seu túmulo foram transladados para a nova catedral de Salisbury. Em 1228, o papa Gregório IX autorizou investigações preliminares sobre sua vida e milagres com vistas à canonização. Mas a causa ficou em suspenso e estava destinada a ser uma das mais longas e caras da Inglaterra medieval. Outras tentativas de obter a canonização foram feitas em 1387 e 1406. Em 1412, Robert Hallam, bispo de Salisbury, assumiu a causa e em 1416 seus cônegos alocaram um décimo de sua renda por sete anos para esse propósito. Outras petições foram feitas, apoiadas por Henrique V e Henrique VI; outras comissões investigaram mais milagres, e, após grandes custos, a canonização foi finalmente pronunciada em 1º de janeiro de 1457, pelo Papa Calisto III. Com isso, seus restos mortais foram depositados na Capela da Senhora, onde seu suntuoso santuário foi destruído sob Henrique VIII. Ele foi o último inglês a ser declarado santo até Thomas More e John Fisher em 1935.
A festa de São Osmundo de Salisbury é comemorada em 4 de dezembro. A Igreja da Inglaterra mantém sua memória em 16 de julho.